# San Simeón Xipetzinco
San Simeón Xipetzinco es una localidad del municipio de Hueyotlipan, ubicado en la región norte-poniente del Estado de Tlaxcala. Se encuentra a una altitud de 2630 m. y está situada a 17,88 km de la ciudad de Apizaco, a 19,91 km de Tlaxcala de Xicohténcatl, capital del Estado y a 42,60 km del pueblo mágico de Huamantla.

## Toponimia
El nombre del pueblo está formado por los nombres san Simeón, a quién durante la Época colonial se le otorgó el Patronazgo de la comunidad y Xipetzinco ("Xipe", refiriéndose al dios Xipe Tótec; "tzin", sufijo que se emplea en Náhuatl para reverenciar el sujeto u objeto; y la partícula "-co", lugar) que literalmente se traduce al español como "Lugarcito de Xipe","Sagrado lugar donde se venera a Xipe", aunque, por el significado y características de Xipe-Totec también se ha interpretado como "Lugar del sagrado deshollamiento" o "lugar del renacimiento de la vida (o de la primavera)".
El pueblo lleva por nombre Xipetzinco porque se tiene registro que en la zona, durante el Período Posclásico existió un señorío(Altépetl) con el mismo nombre, el cual fue aliado y formó parte de la República de Tlaxcallan. 

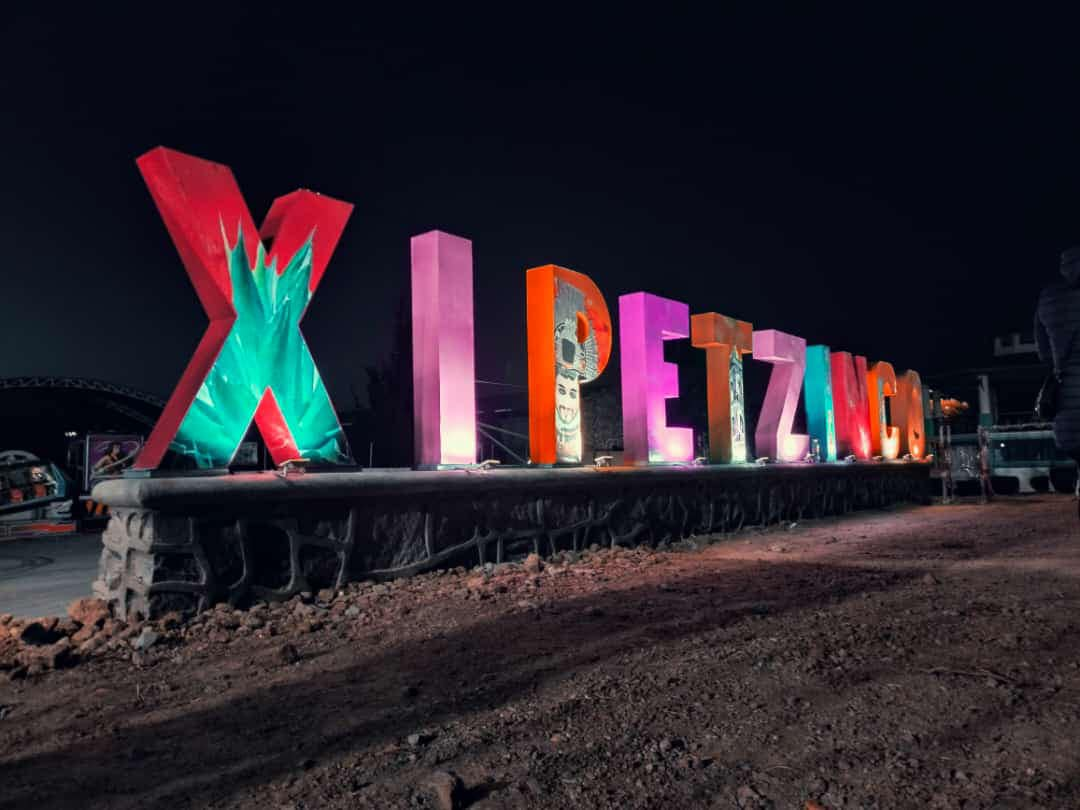
Letras

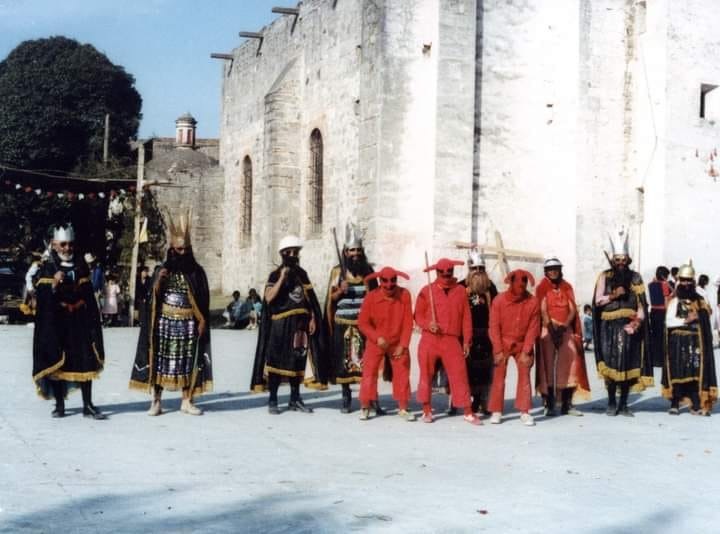

## Geografía

### Orografía e hidrografía
El pueblo se encuentra entre 2610 m y 2620 m sobre el nivel del mar, siendo su punto más alto el "Cerro Xipe" ubicado al este de la población, en cuya cima se alcanzan los 2650 m s. n. m. Ubicado sobre un lomerío, la topografía es accidentada de fuertes pendientes, cortadas por arroyos de régimen torrencial que en sus cabeceras han formado barrancas más o menos profundas. Estos arroyos son tributarios al Río Zahuapan. 
No existen corrientes superficiales, por lo que el agua se concentra principalmente en presas de almacenamiento: Presa San Fernando, Presa del Pueblo y Presa de Torrens (O Torres), así como en jagüeyes: siendo de uso común Santa Rita "la grande" y Santa Rita "la chica" ubicados en el ejido de San Simeón Xipetzinco y el de San Agustín ubicado dentro de la pequeña propiedad. 
El material rocoso predominante que constituye el subsuelo forma grandes espesores de tobas re-depositadas bastante alteradas y mezcladas con brechas y arenas. Estas formaciones son en general permeables, excepto en las zonas consolidadas o cuando en su constitución se entremezclan arcillas en gran cantidad, por ejemplo, en las zonas donde abunda Tepetate.

### Clima
Templado subhúmedo con lluvias en verano, de mayor humedad (49.35%), Templado subhúmedo con lluvias en verano, de humedad media (47.27%) y Templado subhúmedo con lluvias en verano, de menor humedad (3.38%). 

### Límites geográficos
El pueblo está ubicado al oriente de la cabecera municipal de Hueyotlipan. Y está ubicado dentro del Potrero del Xipetz, colindando con el ejido se San Simeón Xipetzinco al norte, los pueblo de Santiago Tlalpan al poniente, Santa María Ixcotla al sur, y el ejido y pueblo de San Lucas Tecopilco.

## Historia

### Fechas importantes

#### 18 de febrero
El día de la fiesta patronal en honor a San Simeón Obispo.

#### Carnaval de Xipetzinco
El cual se celebra después de la fiesta del 18 de febrero todos los fines de semana hasta el mes de mayo.

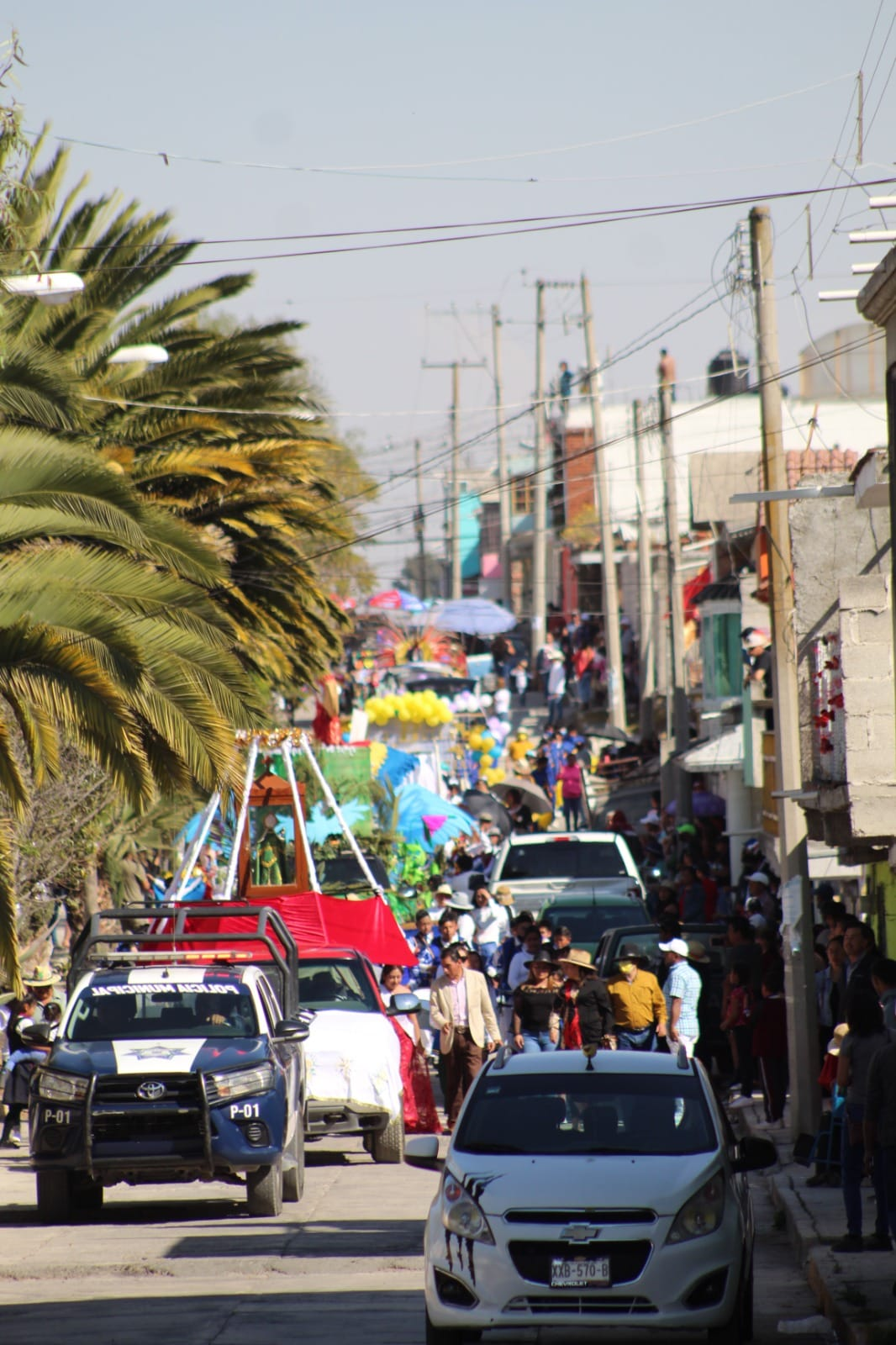

#### Semana Santa
En la que se realiza una representación en vivo de la pasión de Cristo.

#### 6 de mayo
Día de la adquisición de la pequeña propiedad.

#### 15 de mayo
Día de San Isidro Labrador.

#### Fiesta de julio
En la que se celebra la fiesta religiosa en honor a la Preciosa Sangre de Cristo.

#### 15 y 16 de septiembre
Días de conmemoración del inicio de la independencia de México.

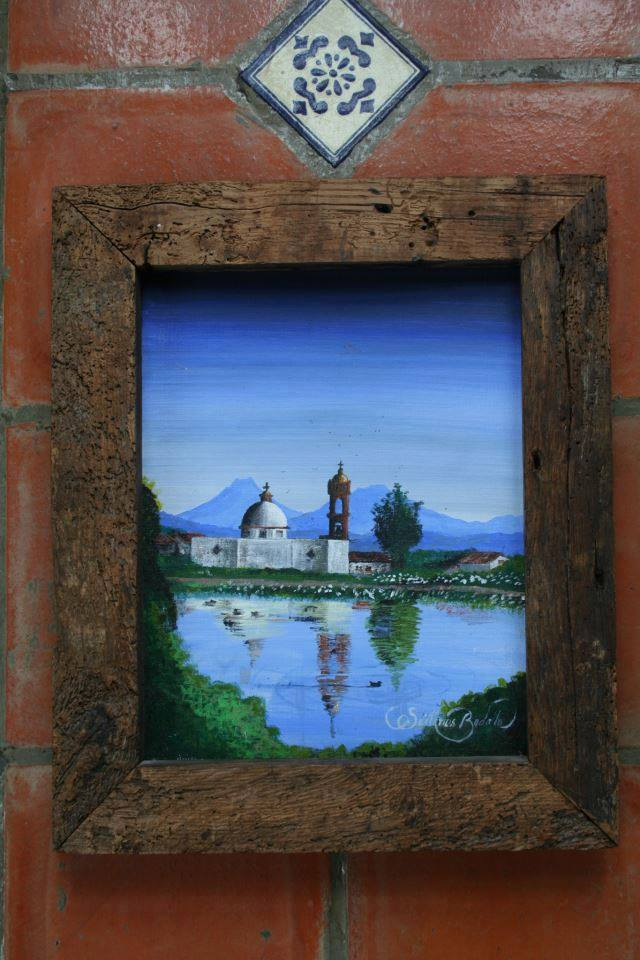

#### 1 y 2 de noviembre
Día de Todos los Santos y de los fieles difuntos.

#### 20 de noviembre
Día en que se conmemora en inicio de la Revolución Mexicana.

#### 12 de diciembre
Día de la virgen de Guadalupe

## Política

### Organización político-administrativa
El pueblo de San Simeón Xipetzinco posee un Presidente de Comunidad, que es un gobernante local sujeto administrativamente a la Cabecera Municipal de San Ildefonso Hueyotlipan y al Ayuntamiento de Hueyotlipan. 
El Presidente de Comunidad de San Simeón Xipetzinco es la autoridad y representante político de esa jurisdicción, quien posee de manera delegada la facultad de proveer, supervisar y gestionar diversos servicios municipales. Esta figura político-administrativa está reconocida en la Ley Municipal del Estado de Tlaxcala y se elige mediante voto popular cada tres años en una fórmula partidista conformada por un titular de candidatura y un suplente. 
La Persona Titular de la Presidencia de Comunidad forma parte del Ayuntamiento de Hueyotlipan y posee voz y voto en las Sesiones de Cabildo. La sede administrativa de la Presidencia de Comunidad se encuentra ubicado en la Calle San Agustín S/N, Frente a la Plaza Principal Lic. Agustín Rayón. 

### Usos y costumbres
La Presidencia de Comunidad opera a través del Presidente y una Secretaria, quienes tienen a su cargo un cuerpo de topiles que se encargan del aseo de calles. La forma de trabajo tradicional de la administración pública comunitaria es a través de Comités civiles de carácter eventual  que se forman con el objeto que se requiera, por ejemplo, Comité de Fiestas Patrias, Comité de Feria, Comité de Desfile Navideño, Comités de obra y Comité Comunitario, los comités se eligen mediante Asamblea que deja asentado en un acta, la conformación de dicho comité. El órgano máximo de deliberación pública es la Asamblea General de Comunidad.
La religión Católica es predominante entre la población, por lo que las fiestas de carácter religioso determinan el calendario de días festivos. Las autoridades católicas diocesanas comparten el papel de autoridad religiosa con la propia comunidad católica local, ya que, a pesar de estar sujetos a la Parroquia de Hueyotlipan a través de la Rectoría del Templo de San Simeón Obispo, los Sacristanes están sujetos a la autoridad de un Fiscal Eclesiástico electo por la asamblea de fieles católicos. 

## Turismo

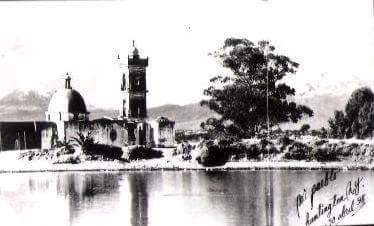

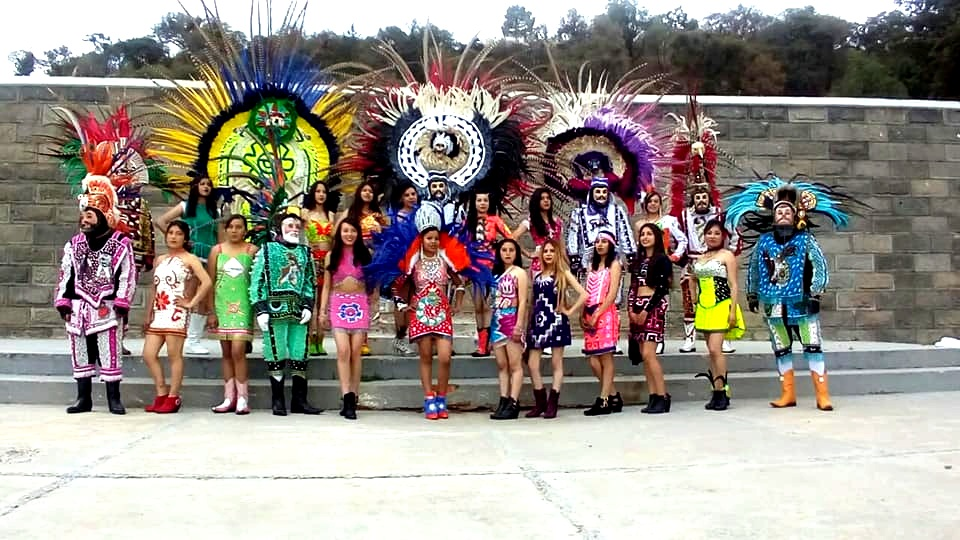

## Referencias

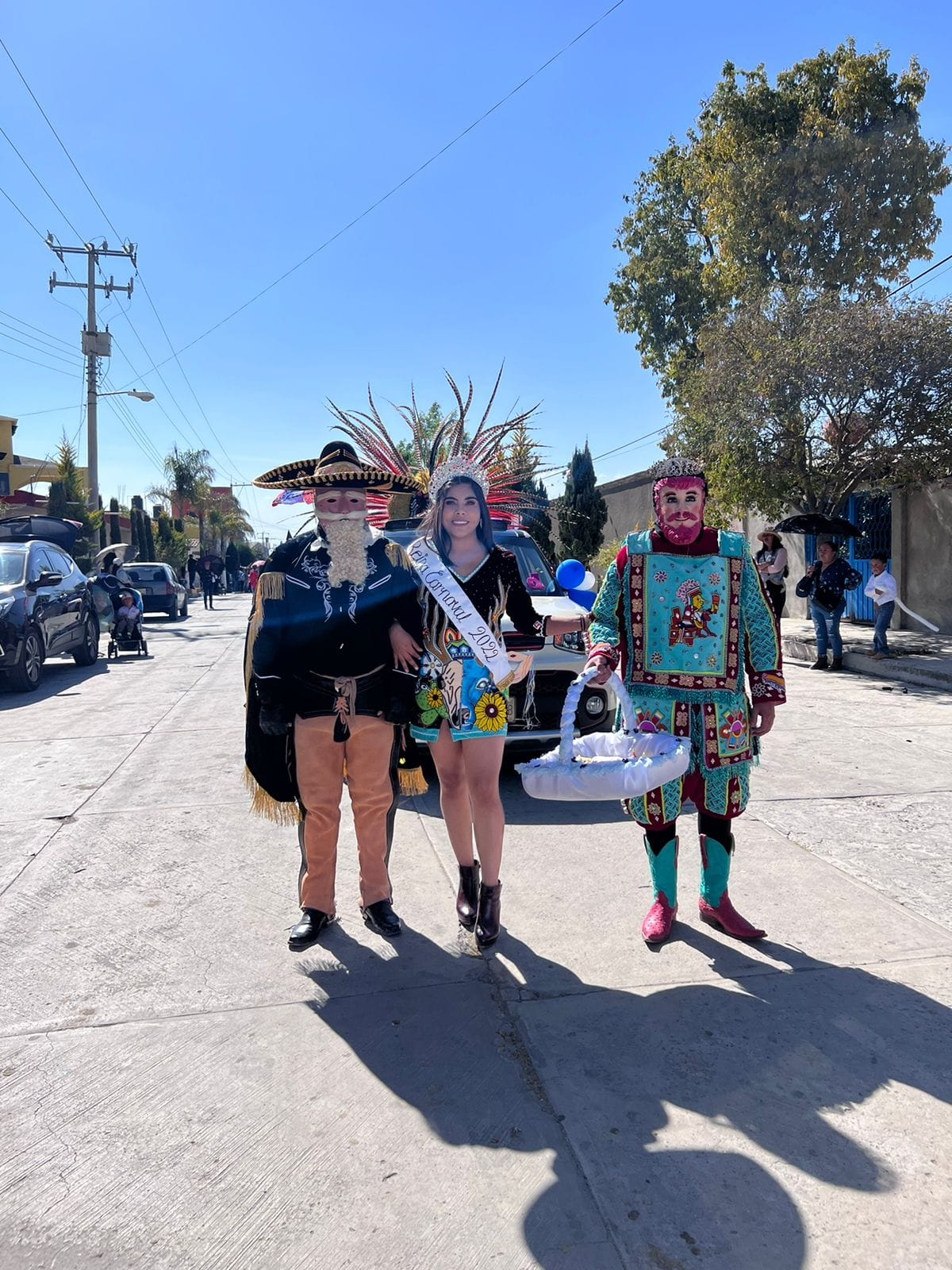